# I Love Money (Temporada 3)
I Love Money 3 es la tercera temporada del reality show I Love Money, la temporada estaba prevista para enero de 2010, contaba con participantes de Rock of Love, Flavor of Love, Megan Wants a Millionaire, Real Chance of Love, Daisy of Love, I Love New York y For the Love of Ray J, sin embargo fue cancelada debido al homicidio de la modelo de trajes de baño Jasmine Fiore y posteriormente por el suicidio de Ryan Jenkins (participante del programa), Jenkins era el principal sospechoso del asesinato. El show nunca salió a al aire y fue cancelado junto con el show de Megan Hauserman, Megan Wants a Millionarie.
| Concursante | Nombre Real      | Temporada Original        | Equipo     | Eliminado             |
| ----------- | ---------------- | ------------------------- | ---------- | --------------------- |
| Ryan        | Ryan Jenkins     | Megan Wants a Millionaire | Dorado     | Ganador               |
| Weasel      | Pauly Michaeli   | Daisy of Love             | Verde      | Episodio 13 (2ºLugar) |
| Cocktail    | Joanna Hernandez | For the Love of Ray J     | Dorado     | Episodio 13 (3ºLugar) |
| Bubbles     | Bianca Sloof     | Real Chance of Love       |            | Episodio 13 (4ºLugar) |
| Wolf        | Greg Harris      | I Love New York 2         |            | Episodio 12           |
| Lacey       | Lacey Conner     | Rock of Love              | Dorado     | Episodio 11           |
| Cashmere    | Leah Minor       | For the Love of Ray J     | Verde      | Episodio 10           |
| Lil Hood    | Chelsey Fatula   | For the Love of Ray J     | Dorado     | Episodio 9            |
| Buckeey     | Shay Johnson     | Flavor of Love 2          | Dorado     | Episodio 8            |
| Pretty      | Wyatt McCullum   | I Love New York 2         |            | Episodio 7            |
| Fox         | Daniel Alfonso   | Daisy of Love             |            | Episodio 6            |
| Professor   | Brandon Cabeza   | Daisy of Love             | Verde      | Episodio 6            |
| Big Rig     | Jeremiah Riggs   | Daisy of Love             | Dorado     | Episodio 5            |
| Deelishis   | Shandra Davis    | Flavor of Love 2          |            | Episodio 4            |
| Joe         | Joe Pascolla     | Megan Wants a Millionaire | Verde      | Episodio 3            |
| Sinister    | Derrick Tribett  | Daisy of Love             | Dorado     | Episodio 2            |
| Marcia      | Marcia Alvez     | Rock of Love Bus          | Sin Equipo | Episodio 1            |

- Datos: Q5907550